# Ferrari LaFerrari
A LaFerrari (também conhecida pelo seu nome do projeto, F150) é um carro superesportivo coupé, duas portas, dois lugares, de motor central traseiro e tração traseira, produzido pela Ferrari. O carro e seu nome foram oficialmente revelados no Salão Internacional do Automóvel de Genebra de 2013. Baseia-se em resultados de testes da Ferrari FXX e na pesquisa que está sendo conduzida pelo Projeto Millechili na Universidade de Modena. Associação com o Projeto Millechili levou à especulação de que durante o desenvolvimento do carro pesaria menos de 1 000 kg (2 205 lb),  mas um peso seco de 1 255 kg (2 767 lb) foi reivindicado. Apenas 499 unidades foram construídas, a um custo de mais de £ 1 milhão ($ 1,16 milhões).

## Especificações
A LaFerrari é o primeiro Híbrido feito pela Ferrari, proporcionando a mais alta potência de saída de qualquer Ferrari e simultaneamente diminuindo o consumo de combustível em 40%.  Montado na traseira da LaFerrari há um motor V12 com 65 graus de inclinação entre as bancadas de cilindros, de combustão interna com 6,3 litros (6262 cc), capaz de produzir 800 PS (588 kW, 789 cv) @ 9.000 rpm e 700 Nm (516 lb.ft) de torque @ 6.750 rpm, complementado por um 163 PS (120 kW; 161 cv) KERS unidade (chamados HY-KERS), que irá fornecer rajadas de energia extra. O sistema KERS adiciona potência extra para o nível de saída do motor de combustão para um total de 963 PS (708 kW; 950 cv) eo torque total gerado pelo ICE V12 juntamente com o motor elétrico sendo mais de 900 N · m (£ 664 · ft). Ferrari afirma CO 2 emissões de 330 g / km. Diâmetro e curso do motor é de 94 × 75,2 milímetros, com uma taxa de compressão de 13,5: 1. E uma potência específica de 128 cavalos de potência métrica por litro. Ele é conectado a uma transmissão de dupla embreagem de 7 velocidades.
O carro é equipado com discos Brembo de carbono-cerâmica na frente (398 mm) e na traseira (380 mm), com os pneus de medida 265/30 R 19 e 345/30 R 20, respectivamente.
LaFerrari tem uma série de controles eletrônicos, incluindo controle de estabilidade ESC, EBD (distribuição de sistema de travagem anti-bloqueio / eletrônico de frenagem) de alto desempenho ABS /, EF1-Trac F1 controle eletrônico de tração integrado com o sistema híbrido, o diferencial eletrônico E-Diff 3 terceira geração, amortecedores magnéticos SCM-E Frs com solenóides individuais (tubo de Al-Ni), e aerodinâmica ativa para permitir o máximo de desempenho.

## Desempenho

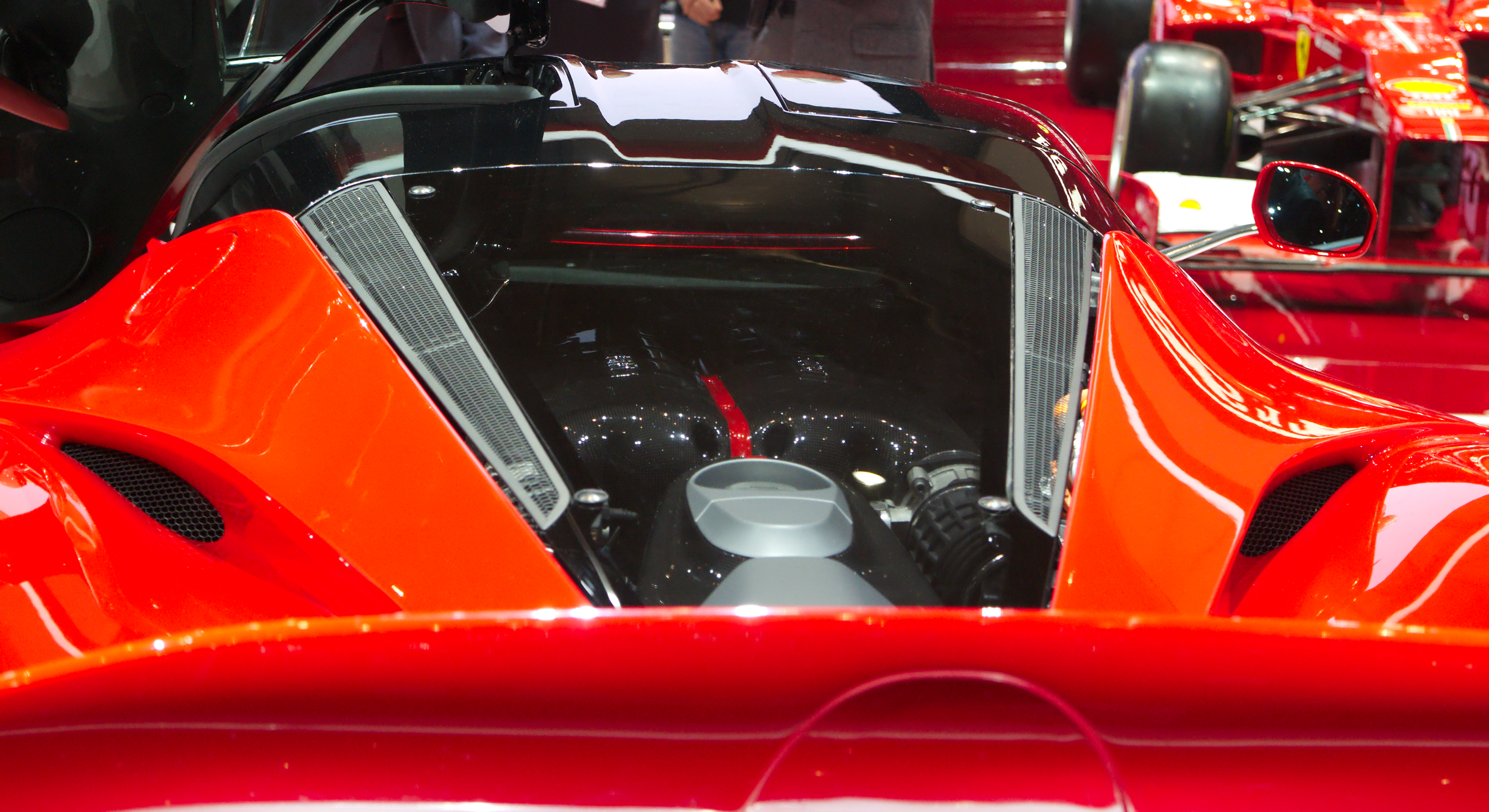
Vista do motor da LaFerrari

A Ferrari afirma que o carro tem uma velocidade máxima superior a 380 km/h (236 mph), e que é capaz de atingir de 0 a 100 km/h (62,1 mph) em 2,7 segundos, a 200 km/h (124 mph) em menos de sete segundos, e uma velocidade de 300 km/h (186 mph) em 15 segundos.  A Ferrari também afirma que o carro completou o Circuito de Fiorano em menos de 1:19.70, o que é mais rápido do que qualquer outro carro de rua já produzido pela Ferrari.

## Projeto

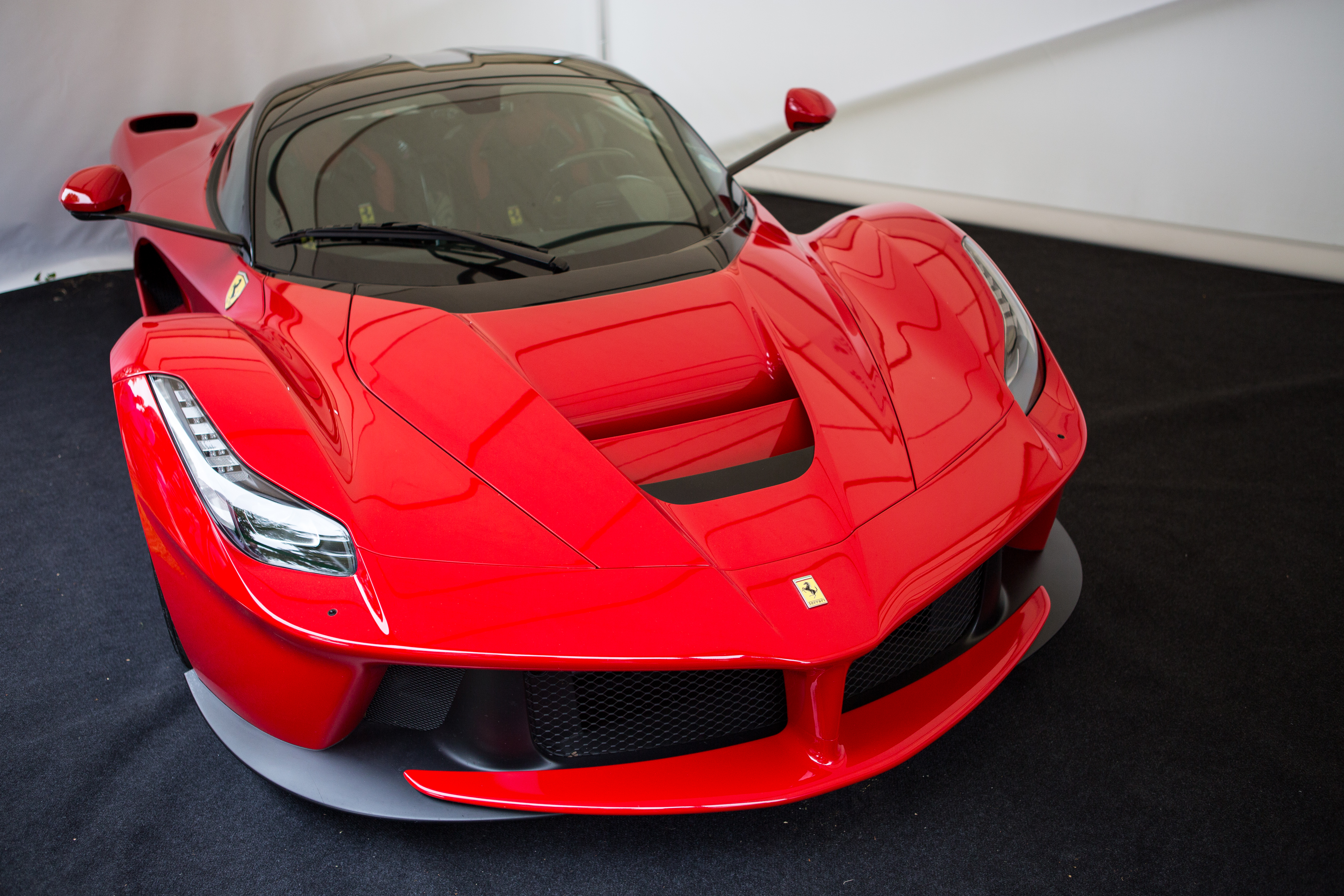

A LaFerrari é o primeiro modelo da marca, com exceção da Dino 308 GT4 1973 (desenhada pelo estúdio Bertone), que não teve a participação da Pininfarina no projeto, encarregando Flávio Manzoni do design do carro. Esta decisão é uma rara exceção à colaboração entre a Ferrari e Pininfarina, que começou em 1951. No entanto, a Ferrari afirmou que dois novos modelos projetados em conjunto com a Pininfarina estão ainda a ser revelados e que não há planos para acabar com relações comerciais com a Pininfarina.
O cockpit destaca-se por sua essencialidade e a esportividade das formas, a intenção de transmitir o alto nível de desempenho deste supercarro. Há um volante com controles integrados e alavancas de câmbio diretamente fixos na coluna de direção, uma solução que permite uma melhor utilização em todas as condições. A "ponte" que existe entre os dois assentos, concebido como uma asa suspenso, é o lar de outros instrumentos ligados à caixa de velocidades de dupla embreagem. 
A instrumentação é composta de um display TFT de 12,3 polegadas com a opção de escolher entre dois layouts e pode hospedar dados do sistema de telemetria. 
O computador corpo sistema é desenvolvido pela Magneti Marelli.
- Visão frontal, fotografado no World Premiere do Salão Internacional do Automóvel de Genebra 2013.
- Visão traseira